# Podabrus youngi
Podabrus youngi là một loài bọ cánh cứng trong họ Cantharidae. Loài này được Fender miêu tả khoa học năm 1979.